# Eugène Mougin
Eugène Mougin (* 17. November 1852 in Paris; † 28. Dezember 1923 ebenda) war ein französischer Bogenschütze.
Mougin startete bei den Olympischen Spielen 1900 in Paris im Wettbewerb 50 Meter au Chapelet der Bogenschützen und gewann ihn. Er war damit der älteste Goldmedaillengewinner dieser Spiele.